# Farga Rossell
La Farga Rossell és actualment un centre d’interpretació del ferro ubicat a la Massana, Principat d’Andorra, que explica i difon la producció, el treball i la comercialització del ferro als Pirineus. Originalment, la Farga Rossell va ser construïda entre els anys 1842 i 1846 i va estar operativa fins a l’any 1876, és, per tant, un dels darrers exemples d’una variant tecnològica del procediment de reducció directa, coneguda com farga a la catalana, que es va desenvolupar als Pirineus orientals entre els segles XVII i XIX.
A més a més, la Farga Rossell forma part de la Ruta del Ferro als Pirineus  i proporciona informació sobre aquesta ruta i altres llocs relacionats amb el ferro a Andorra.

## La siderúrgia a Andorra
Entre els segles XVII i XIX, les fargues andorranes van representar l’època daurada de la siderúrgia al país i el motor de l’economia andorrana d’aquella època. Les primeres fargues del país funcionaven amb molines i manxes, és a dir que no eren fargues a la catalana. Les primeres fargues acostumaven a tenir només un mall d’uns 150 kg que podia arribar a produir massers  d’uns 80 kg. A mesura que va anar passant el temps, la mida del masser es va anar incrementant fins als 120 kg al segle XVIII i fins als 200 kg que podien arribar a assolir els massers produïts a la Farga Rossell. A causa del creixement de la mida del masser, la mida dels tallers i de les cabotes o caps dels malls van augmentar fins als 700 kg, fet que va causar la instal·lació d’un segon martell més petit anomenat martinet per treballar els lingots i fer els acabats del ferro.
Així doncs, podem veure com al llarg d’aquest segle la producció i la tecnologia del ferro va anar creixent al Principat. De fet, cal destacar que van aparèixer sobretot als segles XVIII i XIX les anomenades “fargues a la catalana”, una tipologia de farga que va substituir les manxes per una trompa hidroeòlica que insufla un corrent d’aire constant cap al baix forn i que, per tant, augmentava l’eficiència.
No obstant això, ja al segle XIX, aquest sector va entrar en una gran crisi econòmica i les fargues locals van haver de tancar les portes.

## La Farga Rossell
La Farga Rossell es va construir entre els anys 1842 i 1846. El seu promotor va ser Joaquim de Riba, de la casa Rossell.
En ser una de les més modernes del país, la instal·lació comptava amb una casa del factor (habitatge del factor i magatzem de lingots de ferro), un forn de recuit (per preparar i grillar el mineral), una carbonera (per emmagatzemar el carbó vegetal), un botàs (en el cas de la Farga Rossell, una reserva de 500.000 litres d’aigua del riu Valira del Nord per a la insuflació i el desplaçament de la maquinària) i un taller equipat amb un baix forn, un mall, un martinet i un sistema de trompes hidroeòliques.

### La producció de lingots de ferro a la Farga Rossell
El mineral que transformava aquesta farga provenia de la Collada dels Meners a Ransol (Canillo) i era transportat juntament amb el carbó vegetal per un conjunt de traginers i tragineres cap a la farga.

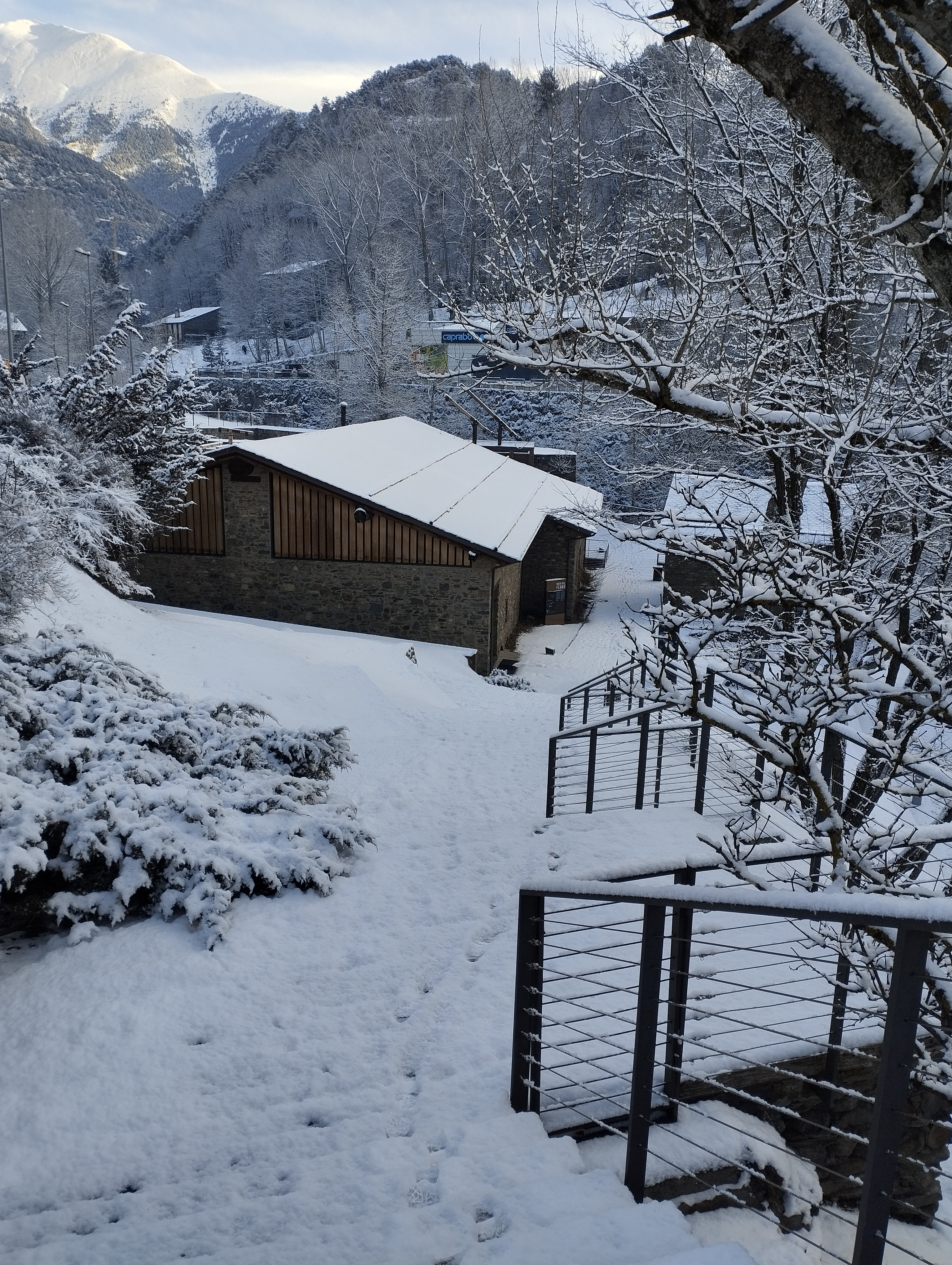
Exterior de la Farga Rossell

A l’inici de la temporada (que anava de la primavera a la tardor), el promotor de l’espai contractava un factor i una brigada de vuit fargaires (un mestre maller, un mestre foguer, dos escolans, dos picameners i dos vailets) a l’Arieja. Durant tot el dia, els dos equips s’anaven rellevant al capdavant del forn i dels malls per no aturar la producció. De la reducció, se n’encarregaven l’escolà i el vailet, i de tallar el masser, el mestre i el picamener. El maller era responsable de mantenir operatius els martells, i el foguer, del bon estat del baix forn, feines que suposaven un sobresou. Com més ferro per masser s’obtenia més alt era el salari; per això, els mestres no admetien obrers desconeguts i sense experiència.
A l’inici els fargaires barrejaven carbó vegetal i mineral de ferro al baix forn. Després de sis hores al forn, el resultat era el masser, una massa esponjosa de ferró i escòries (impureses) que s’havia de depurar i tallar amb els malls. El maller dividia el masser en dos parts iguals anomenades massoques. Mentre una de les massoques es mantenia calenta al forn, l’altra es depurava. El maller, assegut en un banc, la tornava a dividir en dos meitats anomenades massoquetes, que eren estirades sota el martinet. Es feia el mateix amb l’altra massoca.
Un cop acabada la feina del mall, per refredar la cabota i l’enclusa, els obrers hi tiraven aigua. Aquesta operació havia durat aproximadament unes tres hores i 45 minuts i el resultat final eren quatre lingots de ferro.

## La crisi del segle XIX
Quan l’any 1842 es construïa la farga Rossell, el mercat siderúrgic tot just acabava de superar els efectes de la Primera Guerra Carlina. Fins a l’any 1857, la demanda de ferro es mantingué i la producció anyal de la farga augmentà regularment. A partir del 1858, però, la demanda va experimentar una davallada. Els negociants deixaven de pagar en el mateix any de comprar i, per als promotors, tot i que imposaven un lleuger increment del preu del ferro, això representava una immobilització més llarga del capital invertit i una reducció de la seva liquiditat. Aquesta situació va obligar les fargues a reduir despeses de funcionament i, en algun cas, a tancar, mentre que, d’altra banda, la creació de la zona siderúrgica asturiana i l’increment de les importacions pel port de Barcelona van empitjorar la situació. El ferro pirinenc, tot i tenir un preu de cost més baix, va deixar de ser atractiu per als mercats de la zona prelitoral per culpa del preu del tragí. La xarxa comercial de les fargues es reduïa a les zones de l’interior on també arribava el ferro dels alts forns, però els seus preus no eren competitius per la falta de bones comunicacions. La crisi es va accentuar definitivament amb la millora de la xarxa viària i la construcció de la línia de tren entre Barcelona i Lleida, que a partir de 1860 va apropar el ferro d’importació a l’interior. Els efectes de la Tercera Guerra Carlina allargaren l’agonia de les fargues gràcies a la demanda dels ferrers de poble pirinencs. A la farga Rossell només amb els beneficis obtinguts en aquests quatre anys de conflicte es va aconseguir un balanç financer global positiu, però va tancar les portes l'any 1876.

## El centre d'interpretació
Actualment, el centre d’interpretació compta amb una projecció immersiva a la carbonera i al taller, juntament amb un racó didàctic i un conjunt de tallers didàctics divulgatius relacionats amb la producció del ferro als Pirineus.

### La rehabilitació de l'edifici
En certa manera, l’any 1996, moment en el qual va començar la rehabilitació, l’edifici encara conservava gran part dels murs aixecats, tret d’algun que es va desplomar i d’algunes cobertes que van caure. La rehabilitació es va dur a terme seguint les dades aportades per la documentació escrita i l’arqueologia, les quals van permetre la reconstrucció de la maquinària, del baix forn, de la carbonera, del taller i de la casa del factor.
Els treballs de rehabilitació van concloure l’any 2002, moment en el qual es va inaugurar el centre d’interpretació que va obrir un any després. La Farga Rossell es pot visitar amb audioguies i visites guiades, disposa d'audiovisuals i serveis de taquilla i botiga i té una àmplia programació d'activitats.